# Tokyo Tower (film 2005)
Tokyo Tower (東京タワー?) (da non confondere con l'omonimo film TV del 2007 che precede il dorama con lo stesso titolo) è un film del 2005 diretta da Takashi Minamoto.
Il soggetto è tratto da un romanzo rosa di Kaori Ekuni pubblicato nel 2001.
Jun Matsumoto qui è in una delle sue prime prove recitative per il cinema.

## Trama
Toru, un ragazzo di 20 anni, s'innamora perdutamente di una donna sposata che ha il doppio della sua età; inoltre, tanto per render ancor più difficili le cose, lei è anche una buona amica della madre.
Il ragazzo possiede tutto ciò che desidera, è benestante, ma qualcosa certamente gli manca, e cioè la soddisfazione interiore che può dare solo la realizzazione piena e completa della propria esistenza sentimentale.
La vicenda si svolge in coppia con quella di Koji, un caro amico d'infanzia di Toru, innamorato anch'egli (e purtroppo per lui non corrisposto) di una donna sposata. I due ragazzi si troveranno a dover lottare e combattere con tutte le loro forze per far fronte alla complessità delle loro scelte, nel tentativo di trovare un equilibrio tra le forze perenni dell'amore e la realtà sociale che li circonda ed opprime.
Saranno continuamente messi alla prova da numerosi ostacoli, ma sapranno sempre trovare la forza per oltrepassarli.